# کاپیتول ایالت نیومکزیکو

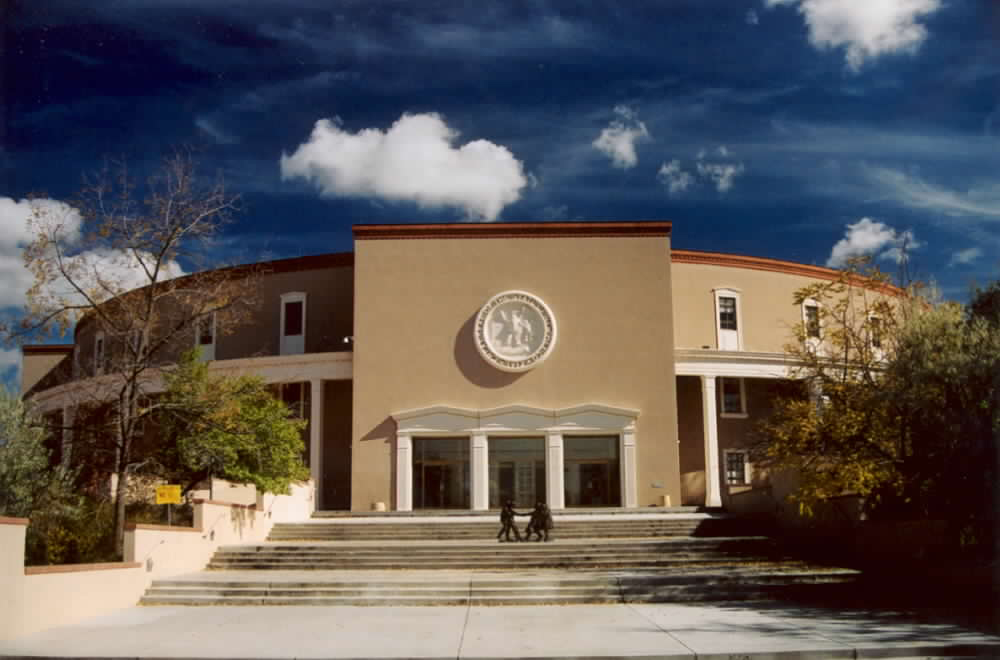

ساختمان پایتخت ایالت نیومکزیکو (New Mexico State Capitol) بنایی است که شاخه مقننه دولت نیومکزیکو در آن قرار دارد. معمار بنا W.C. Kruger بود و طرح مدور بنا بر اساس مفاهیم سرخپوستان بومی ایالت تنظیم گردیده.
بنای کنونی در سال ۱۹۶۶ ساخته گردید (و در واقع چهارمین خانه مجلس ایالتی است که ساخته شده) و در سانتا فه قرار دارد.
این بنا هم خانه مجلس عوام است هم مجلس سنای ایالت.